# Zenon Bauer
Zenon Bauer (ur. 19 września 1913 w Niemnie koło Lidy, zm. 23 grudnia 2012 w Gorzowie Wielkopolskim) – Przewodniczący Prezydium Miejskiej Rady Narodowej Gorzowa Wielkopolskiego w latach 1958–1969.

## Życiorys
Ukończył szkołę średnią w Lidzie i Szkołę Podchorążych Rezerwy, a w połowie lat 50. – Wydział Prawa i Administracji Uniwersytetu Wrocławskiego. Od 1936 był zatrudniony w administracji gminnej, powiatowej i wojewódzkiej, w 1939 został internowany w Kołotowie na Litwie, w czasie okupacji pracował w młynie a od sierpnia 1945 w Skwierzynie, gdzie otrzymał stanowisko referendarza w Starostwie Powiatowym, zaś od 1947 w Gorzowie Wielkopolskim, gdzie 1 sierpnia 1947 został inspektorem samorządowym, przyczyniając się do odzyskania przez miasto praw powiatu grodzkiego (1 września 1948). W 1950 stanął na czele Miejskiej Komisji Planowania Gospodarczego (MKPG) i wszedł w skład Prezydium Miejskiej Rady narodowej. Od 1 lipca 1947 był członkiem PPS zaś później PZPR. W dniu 30 czerwca 1953 został usunięty z PMRN i wydalony z PZPR, następnie przez 4 lata pracował jako projektant w Wojewódzkim Biurze Projektów w Zielonej Górze, po Październiku 1956 został zrehabilitowany i w 1957 powrócił na stanowisko w MKPG, natomiast 12 lutego 1958 został wybrany na Przewodniczącego Prezydium Miejskiej Rady Narodowej. Na tym stanowisku zainicjował odgruzowywanie miasta i jego odbudowę, przeprowadził wiele przedsięwzięć w zakresie komunikacji, gospodarki komunalnej i kultury. Dopiero 8 marca 1969, w wyniku zatargów z władzami wojewódzkimi, został zmuszony, po 11 latach urzędowania, do złożenia rezygnacji. Następnie kierował przez 8 lat „Miastoprojektem”, a w 1977 przeszedł na emeryturę. Potem, w latach 1985–1993, pracował jeszcze na ½ etatu w Wydziale Urbanistyki i Architektury Urzędu Wojewódzkiego. Był odznaczony m.in. Krzyżem Oficerskim Orderu Odrodzenia Polski (1987), a 17 czerwca 1998 otrzymał honorowe obywatelstwo Gorzowa Wielkopolskiego. Zmarł 23 grudnia 2012 w Gorzowie Wielkopolskim. Został pochowany 29 grudnia 2012 na Cmentarzu Komunalnym przy ul. Żwirowej w Gorzowie Wielkopolskim.